# Ancylotrypa decorata
Ancylotrypa decorata är en spindelart som först beskrevs av Roger de Lessert 1938.  Ancylotrypa decorata ingår i släktet Ancylotrypa och familjen Cyrtaucheniidae.
Artens utbredningsområde är Kongo. Inga underarter finns listade i Catalogue of Life.